# Карповська Поліна Іванівна
Поліна Іванівна Карповська (до шлюбу Игошина; 19 серпня 1923, Пенза, РРФСР — 25 червня 2005) — радянська і латвійська акторка. Заслужена артистка Латвійської РСР.

## Біографія
Народилася 19 серпня 1923 року в місті Пенза.
Закінчила Пензинську середню школу, Вище театральне училище імені Б. В. Щукіна в Москві (1948).
Акторка Ризького театру російської драми (1949—1956), Державного театру юного глядача Латвійської РСР (1957—1989).
Одружена з журналістом Миколою Карповським.

## Визнання і нагороди
- 1966 — Заслужена артистка Латвійської РСР[2]

## Творчість

### Ролі в театрі

#### Ризький театр російської драми
- 1949 — «Дворянське гніздо» за романом І. С. Тургенєва — Ліза
- Тисячі дев'ятсот сорок дев'ять — «Двадцять років потому» Михайло Свєтлов — Валя
- 1950 — «З коханням не жартують» Педро Кальдерона — Беатріс
- 1950 — «Слово жінкам» Еліни Заліте — Інна
- Тисяча дев'ятсот п'ятьдесят одна — «Ревізор» М. В. Гоголя — Марія Антонівна
- Тисячу дев'ятсот п'ятьдесят п'ять — «У вогні» Рудольфа Блауманіса (повторна редакція) — Крістіна
- Тисячі дев'ятсот п'ятьдесят-шість — «Шостий поверх» А. Жері — Жермена

#### Державний театр юного глядача Латвійської РСР
- 1957 — «В пошуках радості» Віктора Розова — Леночка
- 1959 — «На вулиці Уїтмена» Вуда Мексіна — Оурі Андерсен
- 1959 — «Друг мій Колька» Олександра Хмелика — Ганно Миколаївно Новікова — голова батьківського комітету
- 1959 — «Чортова млин» Ісидора Штока за п'єсою Яна Дрди — Кача, служниця Дісперанди
- 1960 — «Лялька Надя» Вадима Коростилёва — Зла чарівниця Пустота
- 1960 — «Пригоди Тома Сойєра» Марка Твена — Місіс Тетчер
- 1961 — «Третє бажання» В. Блажека — Віра
- Тисячу дев'ятсот шістьдесят два — «Дах для Матуфля» Ів Жаміака — Марія, дружина Матуфля
- 1962 — «Створивши диво» Вільяма Гібсона — Тітонька Ів
- 1963 — «Перед вечерею» Віктора Розова — Марія Іванівна
- Тисячу дев'ятсот шістьдесят чотири — «Двадцять років потому» Михайла Свєтлова — Берта Кузмінічна
- 1 964 — «Олов'яні кільця» Тамари Габбе — Януарія — королева фазанів і павичів
- 1 964 — «Тінь» Євгена Шварца — Друга жінка
- Тисяча дев'ятсот шістьдесят-п'ять — «На всякого мудреця досить простоти» А. Н. Островського — Мамаєва
- 1965 — «Гусяче перо» Семена Лунгіна — учитель Василиса Федорівна
- 1966 — «Варшавський набат» Вадима Коростилёва Режисер: Н. М. Шейко — Перша жінка
- Тисяча дев'ятсот шістьдесят сім — «Перший день» Володимира Маяковського — «театральна імпровізація»
- 1968 — «Звичайна історія» за романом Івана Гончарова Віктора Розова — Марія Михайлівна Любецька, досвідчена жінка
- 1969 — «Принц і жебрак» за романом Марка Твена — Жінка, яка нібито викликала бурю
- 1970 — «Дівчинка і квітень» Тамари Ян — Варвара — старша; Анна Петрівна
- 1972 — «Валентин і Валентина» Михайла Рощина — Мати Валентини
- 1973 — «Брат Альоша» за романом Федора Достоєвського Віктора Розова — Баба
- 1973 — «Ситуація» Віктора Розова — Пелагея Лєскова
- 1974 — «Різні наспіви» З. Халафяна — Сатен
- 1976 — «Ніч після випуску» Володимира Тендрякова — Зоя Володимирівна
- Тисячі дев'ятсот сімдесят шість — «Ніна» Андрія Кутерніцкого — Надія Пилипівна
- 1978 — «Зупиніть Малахова!» Валерія Аграновського — Шеповалова
- Тисяча дев'ятсот сімдесят дев'ять — «Історія одного замаху» Семена Лунгіна і Іллі Нусинова — Бабка Купчика
- 1 982 — «Лісовик» А. П. Чехова — Войницька
- 1 984 — «Снігова королева» за п'єсою Євгена Шварца — бабуся Герди і Кея
- Тисяча дев'ятсот вісімдесят п'ять — «Том Сойєр» за романом Марка Твена — Вдова Дуглас
- 1986 — «Гекльберрі Фінн» за романом Марка Твена — Саллі